# بییانوئبا د لس کابایرس
بییانوئبا د لس کابایرس (به اسپانیایی: Villanueva de los Caballeros) یک شهرستان در اسپانیا است که در استان وایادولید واقع شده‌است.